# نقاريات الشكل
النقاريات أو البيسيات أو القرعيات (الاسم العلمي: Piciformes) هي رتية من الطيور تحتها 9 أصناف من ضمنها نقار الخشب. تحتوي Piciformes على حوالي 71 أجناس حية مع ما يزيد قليلاً عن 450 نوعًا، تشكل منها Picidae (نقار الخشب والأقارب) حوالي النصف.
بشكل عام، تعتبر Piciformes آكلة للحشرات، على الرغم من أن barbets و toucans يأكلون في الغالب الفاكهة وأن أدلة العسل فريدة من نوعها بين الطيور في قدرتها على هضم شمع العسل (على الرغم من أن الحشرات تشكل الجزء الأكبر من نظامهم الغذائي). تمتلك جميع Piciformes تقريبًا أقدام zygodactyl تشبه الببغاء - إصبعان للأمام واثنان للخلف ، ترتيب له مزايا واضحة للطيور التي تقضي الكثير من وقتها على جذوع الأشجار. استثناء هو عدد قليل من أنواع نقار الخشب ثلاثية الأصابع. وبغض النظر عن الجاكامار، فإن البيكيفورميس ليس لها ريش زغب في أي عمر، فقط ريش حقيقي. ويتراوح حجمها من البيكوليت الرقيق الذي يبلغ طوله 8 سم ووزنه 7 جرامات، وطوقان الطوقان الذي يبلغ طوله 63 سم ويزن 680 جرامًا. كل عش في تجاويف ولديها صغارها.